# بروميلاوات
بروميلاوات (الاسم العلمي: Bromelioideae) هي أسرة نباتية تتبع فصيلة البروميلية من رتبة القبئيات.
هذه الأسرة هي الأكثر تنوعاً ضمن فصيلة البروميلية، ويمثلها أكبر عدد من أجناس (32 جنساً)، ولكن على أقل عدد من الأنواع (861 نوعاً). معظم النباتات في هذه الأسرة هي نباتات هوائية على الرغم من أن بعضها تطور أو تكيف مع الظروف الأرضية. هذا الأسرة تتميز بكثرة أنواع النباتات التي تزرع عادة من قبل الناس، بما في ذلك الأناناس.

## أجناس
تضم هذه الأسرة 32 جنساً:
- بروميليا (الاسم العلمي: Bromelia) تضم 56 نوعاً وهو الجنس النموذجي لهذه الأسرة
- أكمية (الاسم العلمي: Aechmea) تضم 255 نوعاً
- أناناس (الاسم العلمي: Ananas) تضم 7 أنواع
- Acanthostachys تضم نوعين
- Androlepis تضم نوع وحيد
- Araeococcus تضم 9 أنواع
- Billbergia تضم 64 نوعاً
- Canistropsis تضم 11 نوعاً
- Canistrum تضم 13 نوعاً
- كريبانط تضم 66 نوعاً
- أنناسيات ديناكانثون  [لغات أخرى]‏ تضم نوع وحيد
- Disteganthus تضم نوعين
- Edmundoa تضم 3 أنواع
- Eduandrea تضم نوع وحيد
- Fascicularia تضم نوع وحيد
- Fernseea تضم نوعين
- Greigia تضم 33 نوعاً
- Hohenbergia تضم 56 نوعاً
- Hohenbergiopsis تضم نوع وحيد
- Lymania تضم 9 أنواع
- Neoglaziovia تضم 3 أنواع
- Neoregelia تضم 112 نوعاً
- Nidularium تضم 45 نوعاً
- Ochagavia تضم 4 أنواع
- Orthophytum تضم 53 نوعاً
- Portea تضم 9 أنواع
- Pseudaechmea تضم نوع وحيد
- Pseudananas تضم نوع وحيد
- Quesnelia تضم 20 نوعاً
- Ronnbergia تضم 14 نوعاً
- Ursulaea تضم نوعين
- Wittrockia تضم 6 أنواع

## صور

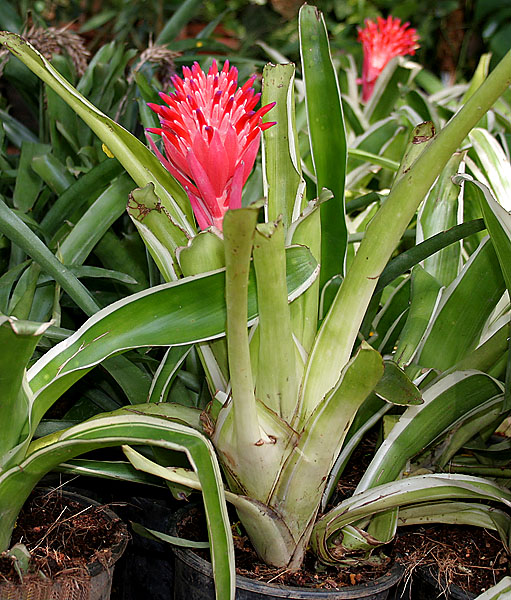
بيلبيرجيا هرمية
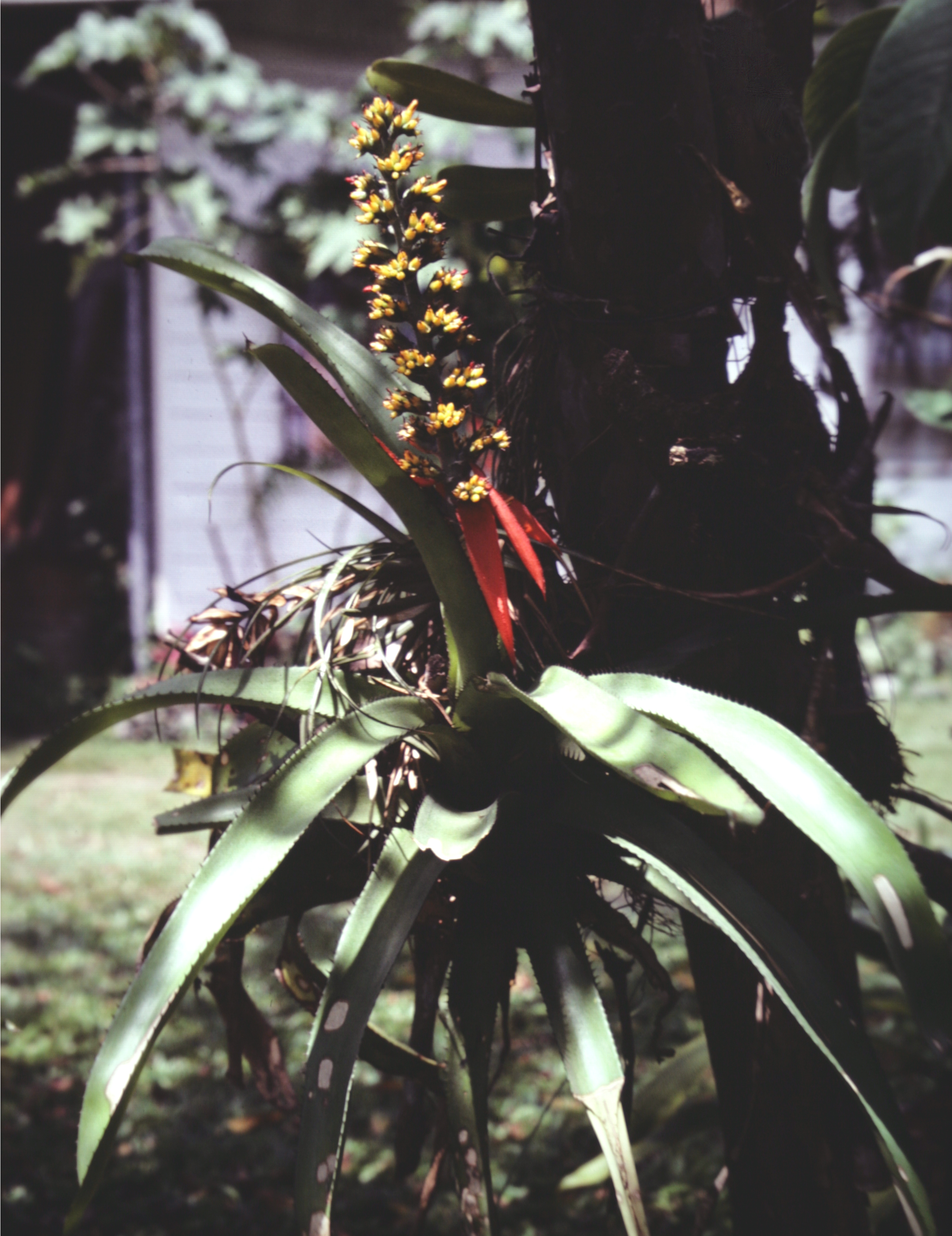
أكمية مرتنسية
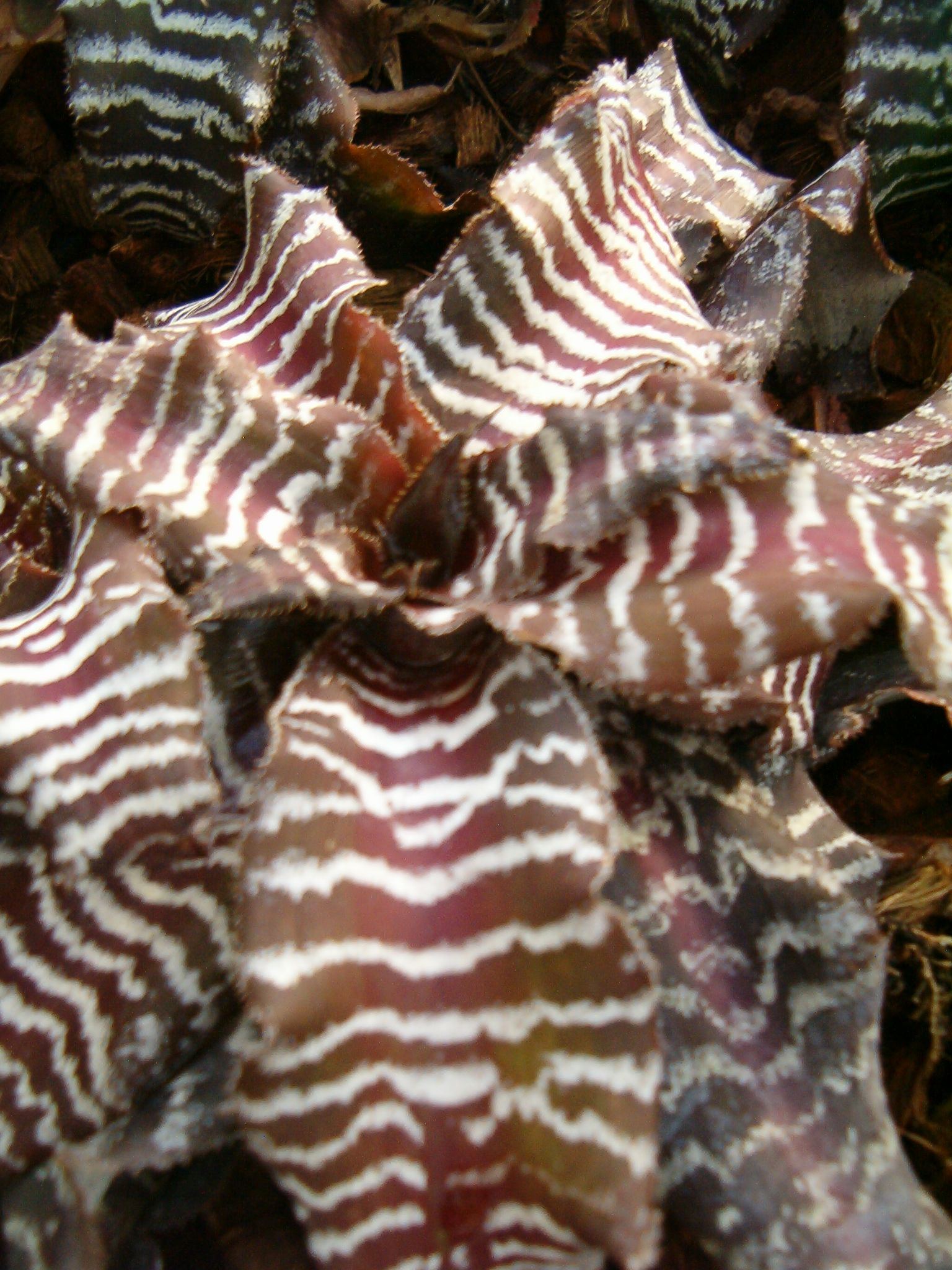
مخفي الزهرة نطاقي
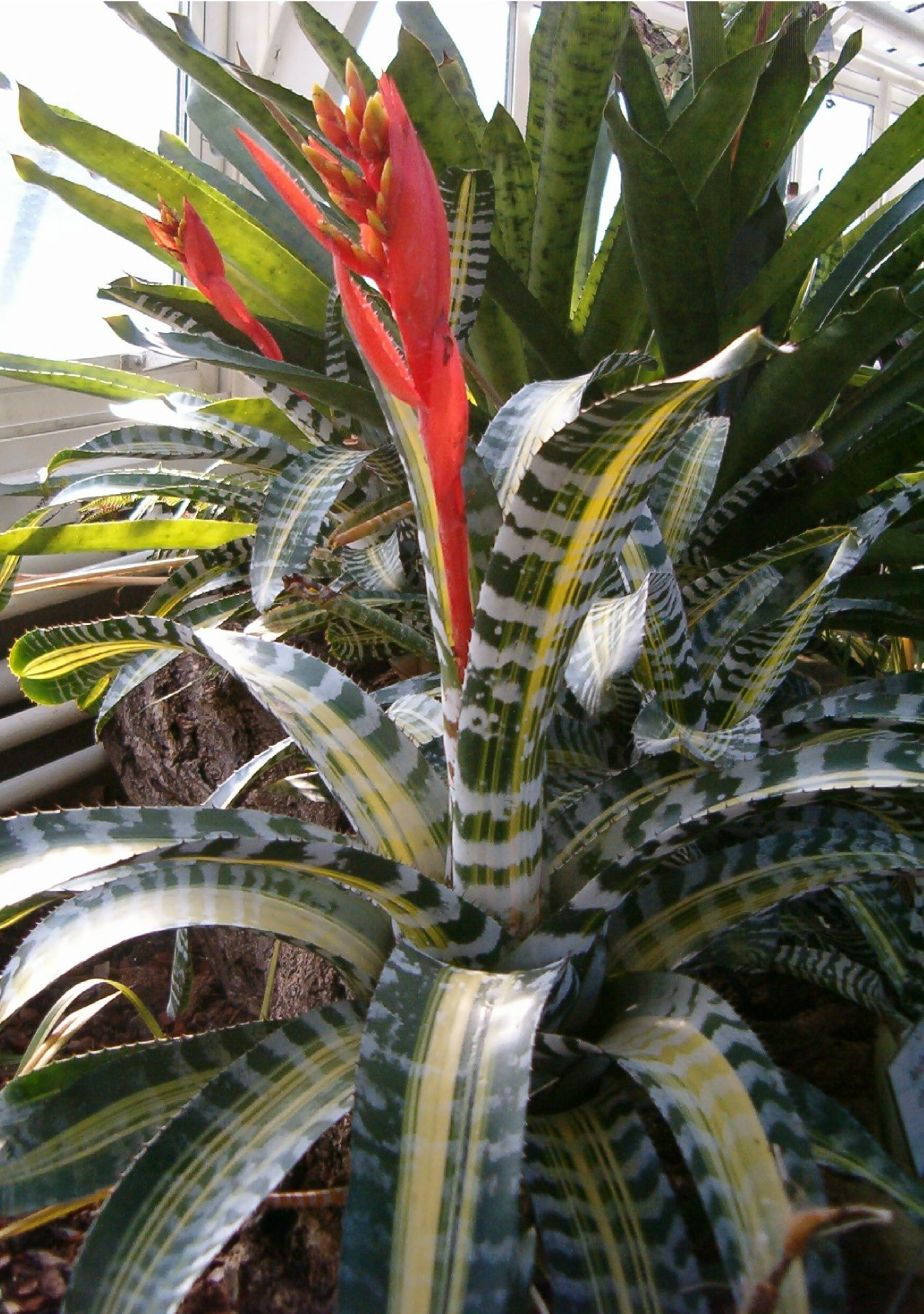
أكمية شانتينية